# Сан-Карлос (Каліфорнія)
Сан-Карлос (англ. San Carlos) — місто (англ. city) в США, в окрузі Сан-Матео штату Каліфорнія. Населення — 28 406 осіб (2010).

## Географія
Сан-Карлос розташований за координатами 37°29′44″ пн. ш. 122°16′1″ зх. д. / 37.49556° пн. ш. 122.26694° зх. д. (37.495519, -122.266810).  За даними Бюро перепису населення США в 2010 році місто мало площу 14,35 км², з яких 14,34 км² — суходіл та 0,01 км² — водойми.

### Клімат
| Клімат : Сан-Карлос           | Клімат : Сан-Карлос | Клімат : Сан-Карлос | Клімат : Сан-Карлос | Клімат : Сан-Карлос | Клімат : Сан-Карлос | Клімат : Сан-Карлос | Клімат : Сан-Карлос | Клімат : Сан-Карлос | Клімат : Сан-Карлос | Клімат : Сан-Карлос | Клімат : Сан-Карлос | Клімат : Сан-Карлос | Клімат : Сан-Карлос |
| Показник                      | Січ.                | Лют.                | Бер.                | Квіт.               | Трав.               | Черв.               | Лип.                | Серп.               | Вер.                | Жовт.               | Лист.               | Груд.               | Рік                 |
| Абсолютний максимум, °C       | 25,6                | 26,7                | 31,7                | 36,1                | 38,9                | 42,8                | 43,3                | 40,6                | 41,7                | 40,0                | 30,6                | 25,0                | 43,3                |
| Середній максимум, °C         | 14,7                | 16,8                | 18,6                | 21,2                | 23,6                | 26,2                | 28,0                | 27,8                | 26,8                | 23,6                | 18,5                | 14,6                | 21,7                |
| Середній мінімум, °C          | 4,6                 | 6,6                 | 7,3                 | 8,1                 | 10,4                | 12,4                | 13,5                | 13,6                | 12,4                | 10,3                | 6,8                 | 4,5                 | 9,2                 |
| Абсолютний мінімум, °C        | −8,9                | −3,9                | −1,7                | 0,6                 | 2,2                 | 3,9                 | 4,4                 | 6,1                 | 3,3                 | 0,6                 | −1,7                | −7,2                | −8,9                |
| Норма опадів, мм              | 102                 | 104                 | 80                  | 29                  | 12                  | 3                   | 0                   | 1                   | 4                   | 27                  | 60                  | 98                  | 520                 |
| ----------------------------- | ------------------- | ------------------- | ------------------- | ------------------- | ------------------- | ------------------- | ------------------- | ------------------- | ------------------- | ------------------- | ------------------- | ------------------- | ------------------- |
| Джерело: "The Weather Channel |                     |                     |                     |                     |                     |                     |                     |                     |                     |                     |                     |                     |                     |

## Демографія
Згідно з переписом 2010 року, у місті мешкало 28 406 осіб у 11 524 домогосподарствах у складі 7827 родин. Густота населення становила 1980 осіб/км².  Було 12018 помешкань (837/км²).
Расовий склад населення:
| - 79,2 % — білих - 11,5 % — азіатів - 0,8 % — чорних або афроамериканців - 0,2 % — вихідців з тихоокеанських островів - 0,2 % — корінних американців - 2,9 % — осіб інших рас |

До двох чи більше рас належало 5,1 %. Частка іспаномовних становила 10,1 % від усіх жителів.
За віковим діапазоном населення розподілялося таким чином: 23,6 % — особи молодші 18 років, 62,2 % — особи у віці 18—64 років, 14,2 % — особи у віці 65 років та старші. Медіана віку мешканця становила 42,6 року. На 100 осіб жіночої статі у місті припадало 93,6 чоловіків;  на 100 жінок у віці від 18 років та старших — 90,7 чоловіків також старших 18 років.
Середній дохід на одне домашнє господарство  становив 168 039 доларів США (медіана — 131 685), а середній дохід на одну сім'ю — 205 228 доларів (медіана — 162 329). Медіана доходів становила 125 922 долари для чоловіків та 75 587 доларів для жінок. За межею бідності перебувало 3,6 % осіб, у тому числі 3,3 % дітей у віці до 18 років та 3,1 % осіб у віці 65 років та старших.
Цивільне працевлаштоване населення становило 15 415 осіб. Основні галузі зайнятості: науковці, спеціалісти, менеджери — 24,2 %, освіта, охорона здоров'я та соціальна допомога — 20,2 %, виробництво — 12,4 %, роздрібна торгівля — 7,8 %.